# 布特山 (1977年遊戲)
《布特山》是Midway于1977年发行的街机射击游戏，由戴维·纳丁射击，是他1975年游戏《热火枪战》的半续作。

## 玩法

途中两名枪手处在屏幕两侧，中间有障碍物马车

游戏是传统的单人或双人西部枪战游戏。每名玩家用小摇杆在游戏区移动他们的牛仔上下移动，而带有触发器的大摇杆用来瞄准目标并射击。游戏的唯一目标就是射杀位于游戏区对侧的玩家。屏幕中间的马车和仙人掌丛可以暂时掩护敌人的火力，障碍物被射中后会缓慢破裂。